# António Ulrico, Duque de Saxe-Meiningen
António Ulrich, Duque de Saxe-Meiningen (Meiningen, 22 de Outubro de 1687 – Frankfurt, 27 de Janeiro de 1763), foi o duque de Saxe-Meiningen entre 1746 e 1763.

## Vida
António Ulrico nasceu a 22 de Outubro de 1687 em Meiningen. Foi o segundo filho varão, mas o primeiro sobrevivente (por ordem de nascimento foi o oitavo) filho de Bernardo I, Duque de Saxe-Meiningen e da sua segunda esposa, a princesa Isabel Leonor de Brunswick-Wolfenbüttel.
Quando o seu pai morreu em 1706, segundo o seu testamento, o ducado não deveria ser dividido entre os seus herdeiros. No entanto, uma vez que não existia uma regra de primogenitura os seus tr~es filhos tiveram de governar em conjunto: António Ulrico e os seus dois meios-irmãos, Ernesto Luís e Frederico Guilherme. Esta forma de governo causou conflito entre Ernesto Luís e António Ulrico até este morrer em 1724. No entanto, o caos continuou uma vez que Frederico Guilherme e António Ulrico emitiam decretos contraditórios entre si.
António Ulrico tinha-se casado morganaticamente nos Países Baixos em 1711 e passava grande parte do seu tempo em Amesterdão. Uma vez que uma das tias maternas de António Ulrico era casada com o sacro-imperador Carlos VI, conseguiu alguns progressos no processo de tornar os seus descendentes legítimos e com direito à sua herança. Após a morte de Carlos VI, o seu sucessor Carlos VII retirou todos os direitos aos dez filhos de António Ulrico em 1744. A sua esposa, Philippine Elisabeth Caesar, morreu no início desse ano. Em 1746, Frederico Guilherme morreu e António Ulrico tornou-se o único duque de Saxe-Meiningen. Apesar de os seus parentes em Weimar e Gota já estarem a discutir a divisão que fariam de Saxe-Meiningen após a sua morte, António Ulrico casou-se novamente, desta vez com uma princesa de sangue, Carlota Amália de Hesse-Phippsthal, de quem teve mais oito filhos, todos elegíveis para a sucessão.
Logo depois de herdar o ducado, António Ulrico deixou Meiningen e estabeleceu a sua residência oficial em Frankfurt, onde viveu até à sua morte a 27 de Janeiro de 1763.

## Casamentos
Em Janeiro de 1711, António Ulrico casou-se em segredo com Philippine Elisabeth Caesar, uma dama-de-companhia da sua irmã mais próxima, Isabel Ernestina. A sua esposa estava abaixo da sua posição, mas recebeu o título de princesa (em alemão:  Fürstin) em 1727. Juntos, tiveram dez filhos, todos eles príncipes e princesas de Saxe-Meiningen (Fürst/Fürstin):
1. Filipina Antonieta de Saxe-Meiningen (1 de Agosto de 1712 – 21 de Janeiro de 1785).
2. Filipina Isabel de Saxe-Meiningen (10 de Setembro de 1713 – 18 de Março de 1781).
3. Filipina Luísa de Saxe-Meiningen (10 de Outubro de 1714 – 25 de Outubro de 1771).
4. Filipina Guilhermina de Saxe-Meiningen (11 de Outubro de 1715 – 1718).
5. Bernardo Ernesto de Saxe-Meiningen (14 de Dezembro de 1716 – 14 de Junho de 1778).
6. Antónia Augusta de Saxe-Meiningen (29 de Dezembro de 1717 – 19 de Setembro de 1768).
7. Sofia Guilhermina de Saxe-Meiningen (23 de Fevereiro de 1719 – 24 de Novembro de 1723).
8. Carlos Luís de Saxe-Meiningen (30 de Outubro de 1721 – Maio de 1727).
9. Cristiana Frederica de Saxe-Meiningen (13 de Dezembro de 1723 – poucos dias depois).
10. Frederico Fernando de Saxe-Meiningen (b. 12 de Março de 1725 – 17 de Junho de 1725).

Em Homburg vor der Höhe a 26 de Setembro de 1750, António Ulrico casou-se com a princesa Carlota Amália de Hesse-Philippsthal que era quarenta-e-três anos mais nova do que ele. Juntos, tiveram oito filhos:
1. Carlota de Saxe-Meiningen (11 de Setembro de 1751 - 25 April 1827), casada com Ernesto II, Duque de Saxe-Gota-Altemburgo; com descendência.
2. Luísa de Saxe-Meiningen (6 de Agosto de 1752 - 3 de Junho de 1805), casada com Adolfo, Conde de Hesse-Philippsthal-Barchfeld; com descendência.
3. Isabel de Saxe-Meiningen (11 de Setembro de 1753 - 3 de Fevereiro de 1754), morreu aos cinco meses de idade.
4. Carlos Guilherme, Duque de Saxe-Meiningen (19 de Novembro de 1754 - 21 de Julho de 1782), casado com a princesa Luísa de Stolberg-Gedern; sem descendência.
5. Frederico Francisco de Saxe-Meiningen (16 de Março de 1756 - 25 de Março de 1761), morreu aos cinco anos de idade.
6. Frederico Guilherme de Saxe-Meiningen (18 de Novembro de 1757 - 13 de Abril de 1758), morreu aos cinco meses de idade.
7. Jorge I, Duque de Saxe-Meiningen (4 de Fevereiro de 1761 - 24 de Dezembro de 1803), casado com a princesa Luísa Leonor de Hohenlohe-Langenburg; com descendência (incluindo a rainha Adelaide do Reino Unido.
8. Amália de Saxe-Meiningen (4 de Março de 1762 - 28 de Maio de 1798), casada com o príncipe Carlos Henrique de Carolath-Bytom; com descendência.

## Genealogia
| António Ulrico, Duque de Saxe-Meiningen | Pai: Bernardo I, Duque de Saxe-Meiningen     | Avô paterno: Ernesto I, Duque de Saxe-Gota                            | Bisavô paterno: João II, Duque de Saxe-Weimar                                |
| António Ulrico, Duque de Saxe-Meiningen | Pai: Bernardo I, Duque de Saxe-Meiningen     | Avô paterno: Ernesto I, Duque de Saxe-Gota                            | Bisavó paterna: Doroteia Maria de Anhalt                                     |
| António Ulrico, Duque de Saxe-Meiningen | Pai: Bernardo I, Duque de Saxe-Meiningen     | Avó paterna: Isabel Sofia de Saxe-Altemburgo                          | Bisavô paterno: João Filipe, Duque de Saxe-Altemburgo                        |
| António Ulrico, Duque de Saxe-Meiningen | Pai: Bernardo I, Duque de Saxe-Meiningen     | Avó paterna: Isabel Sofia de Saxe-Altemburgo                          | Bisavó paterna: Isabel de Brunsvique-Volfembutel, Duquesa de Saxe-Altemburgo |
| António Ulrico, Duque de Saxe-Meiningen | Mãe: Isabel Leonor de Brunswick-Wolfenbüttel | Avô materno: António Ulrich, Duque de Brunsvique-Luneburgo            | Bisavô materno: Augusto de Brunsvique-Luneburgo                              |
| António Ulrico, Duque de Saxe-Meiningen | Mãe: Isabel Leonor de Brunswick-Wolfenbüttel | Avô materno: António Ulrich, Duque de Brunsvique-Luneburgo            | Bisavó materna: Sofia Doroteia de Anhalt-Zerbst                              |
| António Ulrico, Duque de Saxe-Meiningen | Mãe: Isabel Leonor de Brunswick-Wolfenbüttel | Avó materna: Isabel Juliana de Schleswig-Holstein-Sønderburg-Nordborg | Bisavô materno: Frederico de Schleswig-Holstein-Sønderburg-Nordborg          |
| António Ulrico, Duque de Saxe-Meiningen | Mãe: Isabel Leonor de Brunswick-Wolfenbüttel | Avó materna: Isabel Juliana de Schleswig-Holstein-Sønderburg-Nordborg | Bisavó materna: Leonor de Anhalt-Zerbst                                      |